# Stadion FK Jagodina
Stadion FK Jagodina je višenamjenski stadion u Jagodini u Srbiji. Najčešće se koristi za nogometne utakmice i na njemu svoje domaće susrete igra FK Jagodina, nogometni klub iz istoimenog grada. Stadion je izgrađen 1958. i tada je imao kapacitet od 20.000 mjesta, no rekonstrukcijom kapacitet je smanjen na 15.000 mjesta.